# Carlão (ur. sierpień 1986)
Carlão, właśc. Carlos Alexandre de Souza Silva (ur. 1 sierpnia 1986 w Duque de Caxias) – brazylijski piłkarz występujący na pozycji napastnika.

## Kariera
Carlão karierę rozpoczynał w 2008 roku w zespole São Cristóvão. W tym samym roku przebywał na wypożyczeniu w Duque de Caxias FC. Na początku 2009 roku przeszedł do portugalskiego klubu União Leiria. W sezonie 2008/2009 awansował z nim z Liga de Honra do Primeira Liga. W nowej lidze zadebiutował 16 sierpnia 2009 w zremisowanym 1:1 pojedynku z Rio Ave FC, w którym strzelił też gola. Graczem União był przez dwa lata.
W styczniu 2011 odszedł do japońskiej Kashimy Antlers. W J1 League pierwszy mecz rozegrał 6 marca 2011 przeciwko Omiyi Ardija (3:3). W lipcu tego samego roku został wypożyczony do szwajcarskiego Neuchâtel Xamax. Miesiąc później wypożyczenie zostało zakończone, a Carlão przeszedł na wypożyczenie do portugalskiej Bragi. Zadebiutował tam 19 września 2011 w zremisowanym 1:1 spotkaniu Primeira Liga z Vitórią Guimarães. W sezonie 2011/2012 zajął z klubem 3. miejsce w lidze, a po jego zakończeniu podpisał kontrakt z Bragą. Spędził w niej jeszcze sezon 2012/2013, podczas którego zdobył Puchar Ligi Portugalskiej.
Następnie reprezentował barwy ligowego rywala, zespołu FC Paços de Ferreira, a w 2014 roku przeniósł się do chińskiego Shijiazhuang Yongchan (China League One). W sezonie 2014 wywalczył z nim awans do Chinese Super League, a w marcu 2015 przed rozpoczęciem nowego sezonu, odszedł z klubu. Kontrakt z nowym klubem podpisał w sierpniu 2016, kiedy to został zawodnikiem portugalskiego FC Famalicão, grającego w LigaPro.
Następnie występował w Tajlandii i na Cyprze, reprezentując barwy drużyn Ubon United, Nea Salamina Famagusta, Pattaya United FC, Samut Prakan City, PT Prachuap oraz Doksa Katokopia. W 2020 roku zakończył karierę.

## Statystyki ligowe
| Rozgrywki                 | Poziom | Kraj       | Mecze | Bramki |
| ------------------------- | ------ | ---------- | ----- | ------ |
| Primeira Liga             | I      | Portugalia | 77    | 19     |
| Liga Portugal 2           | II     | Portugalia | 39    | 20     |
| Thai Premier League       | I      | Tajlandia  | 37    | 13     |
| Protathlima A’ Kategorias | I      | Cypr       | 23    | 11     |
| J1 League                 | I      | Japonia    | 5     | 1      |
| Swiss Super League        | I      | Szwajcaria | 2     | 0      |
| China League One          | II     | Chiny      | 30    | 9      |